# 大河村
大河村（おおかわむら）は、埼玉県の中西部、比企郡に属していた村。

## 地理
- 河川：槻川

## 歴史
- 1889年（明治22年）4月1日 町村制施行により、腰越村、増尾村、飯田村、上古寺村、下古寺村、青山村が合併し比企郡大河村が成立する。
- 1955年（昭和30年）2月11日 小川町、竹沢村、八和田村と合併し小川町を新設する。

## 行政
村長、助役は以下の通りである。

### 村長
- 横川禎三[1]

### 助役
- 野崎廣吉[1]

## 経済

### 産業
農業
『大日本篤農家名鑑』によれば、大河村の篤農家は小久保、大本、岡本、馬場、佐藤、岡本、浅見、森、吉野、小高、小林、金子、横川宗作、福島、根岸、恩田、中島、青木、森田、山崎、関根、市川、武川、田端、杉田、澤田などがいた。
『大日本紳士名鑑』によれば、蚕種製造業を営む人物は馬場、澤田などがいた。蚕業を営む人物は森田がいた。

## 出身人物
- 横川重次（埼玉県多額納税者、農業、製材業、実業家、政治家） - 衆議院議員[3]。武蔵野銀行相談役[4]。貴族院多額納税者議員選挙の互選資格を有した[5]。
- 横川禎三（製紙業、小川製紙同業組合長[6]、政治家） - 埼玉県会議長、大河村長[3]。